# Provinciale weg 862
De provinciale weg 862 (N862) is een provinciale weg in de Nederlandse provincie Drenthe. De weg verbindt de N391 bij Emmen met de N863 ten westen van Nieuw-Schoonebeek. Bij Klazienaveen sluit de weg aan op de A37 richting Hoogeveen en Meppen.
De weg is uitgevoerd als tweestrooks-gebiedsontsluitingsweg met een maximumsnelheid van 80 km/h. De weg draagt achtereenvolgens de namen Dordsestraat, Dordsedijk, Antares, Brugstraat, Dordsedijk en Dordseweg.
N34 · N46 · N351 · N353 · N354 · N355 · N356 · N357 · N358 · N359 · N360 · N361 · N362 · N363 · N364 · N365 · N366 · N367 · N368 · N369 · N370 · N371 · N372 · N373 · N374 · N375 · N376 · N377 · N378 · N379 · N380 · N381 · N382 · N383 · N384 · N385 · N386 · N387 · N388 · N390 · N391 · N392 · N393 · N398

N851 · N852 · N853 · N854 · N855 · N856 · N857 · N858 · N860 · N861 · N862 · N863 · N865 · N910 · N913 · N917 · N918 · N919 · N924 · N927 · N928 · N962 · N963 · N964 · N966 · N967 · N969 · N972 · N973 · N974 · N975 · N976 · N977 · N978 · N979 · N980 · N981 · N982 · N983 · N984 · N985 · N986 · N987 · N988 · N989 · N990 · N991 · N992 · N993 · N994 · N995 · N996 · N997 · N998 · N999

Cursief vermelde wegen zijn voormalige provinciale wegen.